# Raphanus
Raphanus је род једногодишњих и вишегодишњих зељастих биљака из фамилије купуса (Brassicaceae).  Природни ареал распрострањења обухвата подручје суптропске Азије и Медитерана, али је проширен доместификацијом и узгојем биљака овог рода као поврћа и сточне хране.
Број врста које овај род обухвата варира од аутора до аутора, најчешће се сматра да постоје 2—4 врсте овог рода. Сви аутори прихватају постојање две врсте, дивље роткве (Raphanus raphanistrum) и домаће роткве/ротквице (Raphanus sativus). Бројне друге описане врсте се данас сматрају варијететима ове две. Изузетак чине мугри (Raphanus caudatus) и источноазијска дивља ротква (Raphanus raphanistroides) које поједини аутори и даље сматрају засебним врстама.

## Опис
Стабло вишегодишњих форми најчешће образује праве стаблове кртоле, а на надземном делу носи лирасто дељене листове. Плодник у основи носи 4 жлезде, стубић је ваљкастог облика, носи цео или урезан жиг. Плод је љуска, чланковитог изгледа, где је доњи чланак празан, а горњи са семенима.

## Слике
- стаблове кртоле даикона
- лист дивље роткве
- цветови ротквице
- љуске уљане ротквице
- семена ротквице